# Graziano Giusti
Graziano Giusti (Casette d'Ete, 2 luglio 1924 – Sant'Elpidio a Mare, 17 ottobre 2001) è stato un attore italiano.

## Biografia
Nato a Casette d'Ete, frazione del comune di Sant'Elpidio a Mare, Graziano Giusti si è avvicinato giovanissimo all'arte della recitazione. Trasferitosi a Roma, ha lavorato come attore di cinema e di teatro e in televisione. Graziano Giusti ha lavorato in teatro nel Bonifacio VIII diretto da Giorgio Strehler e in altre rappresentazioni con Vittorio Gassman, Giancarlo Giannini, Lina Sastri, Mariangela Melato. Ha recitato opere teatrali di Luigi Pirandello anche all'estero, mentre in televisione ha recitato per la pubblicità di un prosciutto. Morto dopo lunga malattia, è sepolto nel cimitero di Cura Mostrapiedi. La città di Sant'Elpidio a Mare gli ha dedicato il teatro-auditorium.

## Prosa teatrale
- Toller, di Tankred Dorst, con Paolo Bonacelli, Graziano Giusti, Antonio Salines, regia di Patrice Chéreau, prima al Piccolo Teatro di Milano 23 novembre 1970.
- Jacopone, di Ruggero Miti, Antonio Lattanzi e Gianni Lo Scalzo con Gianni Morandi, Paola Pitagora, Paola Tedesco, Raul Verzega, Giancarlo Prati, Pierpaola Bucchi, Gianna Giovannini e Gabriele Villa, regia di  Ruggero Miti, prima a Todi il 25 ottobre 1973.[1]
- La vita è sogno , di Pedro Calderòn de La Barca, con Umberto Ceriani, Massimo De Rossi, Graziano Giusti, Caterina Mattera, Franco Mezzera, Anna Saia, regia di Enrico D'Amato, prima al Teatro dell'Arte di Milano 14 luglio 1980. "L'orlando furioso"regia Luca Ronconi,con Mariangela Melato,    Il massacro di Parigi [Spettacolo] / regia di Patrice Chéreau con Alida Valli

## Filmografia parziale

### Cinema
- Thomas e gli indemoniati, regia di Pupi Avati (1970)
- I cannibali, regia di Liliana Cavani (1970)
- Lungo il fiume e sull'acqua, sceneggiato televisivo, regia di Alberto Negrin (1973)
- Attenti al buffone, regia di Alberto Bevilacqua (1976)
- Il pap'occhio, regia di Renzo Arbore (1980)
- Lo specchio del desiderio, regia di Jean-Jacques Beineix (1983)
- Un caso d'incoscienza, regia di Emidio Greco (1984])
- Il portaborse, regia di Daniele Luchetti (1991)
- La sindrome di Stendhal, regia di Dario Argento (1996)
- Ritornare a volare, regia di Ruggero Miti (1998)
- Azzurro, regia di Denis Rabaglia (2000)

### Televisione
- Lungo il fiume e sull'acqua, regia di Alberto Negrin (1973)
- Il furto della Gioconda, regia di Renato Castellani (1978)
- Il piccolo Archimede, regia di Gianni Amelio (1979)
- Un reietto delle isole, regia di Giorgio Moser (1980)
- Una donna a Venezia, regia di Sandro Bolchi (1986)